# Megathecla
Megathecla is een geslacht van vlinders van de familie Lycaenidae, uit de onderfamilie Theclinae.

## Soorten
- M. cupentus (Stoll, 1781)
- M. gigantea (Hewitson, 1867)